# Bilderlahe
Bilderlahe is een dorp in de Duitse gemeente Seesen, deelstaat Nedersaksen, en telde, volgens gegevens van de Landkreis Goslar op 30 juni 2018 in totaal 467 inwoners.
Tot Bilderlahe behoren ook de gehuchten Adenhausen en Burg.

## Ligging en infrastructuur
Direct ten westen van Bilderlahe ligt de beboste heuvelrug  Heber. Direct ten oosten van het dorp loopt het riviertje de Nette.
De hoofdplaats van de gemeente, het stadje Seesen, ligt 4 km ten oosten van Bilderlahe. Direct ten oosten van Seesen ligt het Harzgebergte.

### Infrastructuur
Het dal van de Nette en haar zijbeken is van oudsher een verkeersroute. Direct ten zuiden van Bilderlahe ligt het verkeersknooppunt Engelade. Hier bevindt zich afrit 67 Seesen/Harz van de Autobahn A7. De B243 (zuidwaarts naar Osterode am Harz, en noordwaarts naar Hildesheim), de B248 (Engelade-Northeim, zuidwaarts), de B242 (van Engelade zuidoostwaarts naar Clausthal-Zellerfeld) en de B64 (vanaf Engelade westwaarts naar Bad Gandersheim) lopen door de gemeente heen; de A7 vlak ten oosten langs Bilderlahe.
Bilderlahe en Engelade zijn niet per openbaar vervoer bereikbaar, maar het is slechts 4 km fietsen naar Seesen.

## Algemeen
Bilderlahe en het daar vlakbij gelegen kasteel Wohlenstein dateren van de 12e eeuw, maar werden in 1519 door troepen van hertog Erik I van Brunswijk-Calenberg-Göttingen in de Hildesheimse Stiftsoorlog verwoest. Van het kasteel is nog een deel van de bergfried als ruïne overgebleven.  De witte torenstomp staat ten noordwesten van het dorpje in een heuvelachtig stuk bos.

## Afbeeldingen

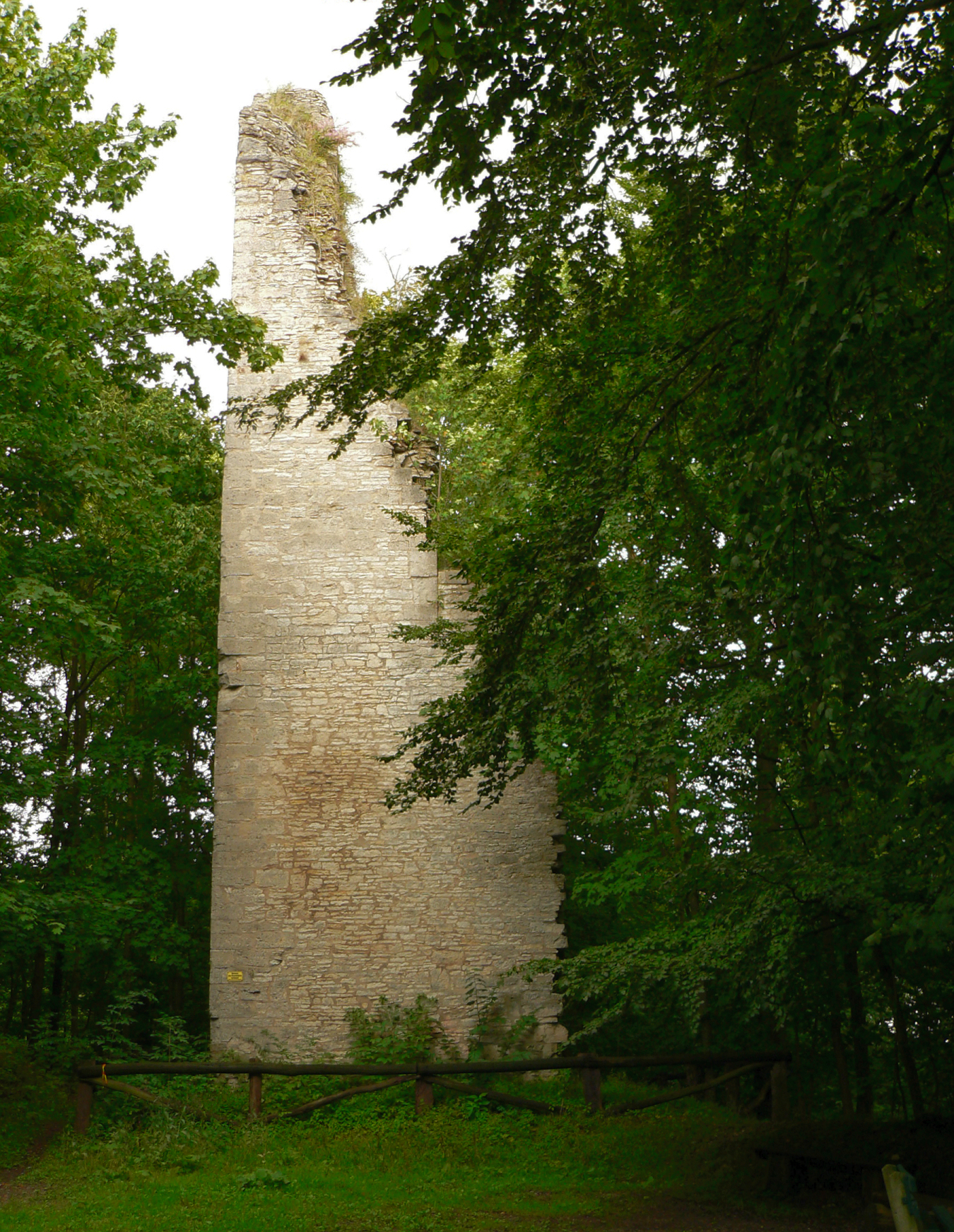
Ruïne Wohlenstein
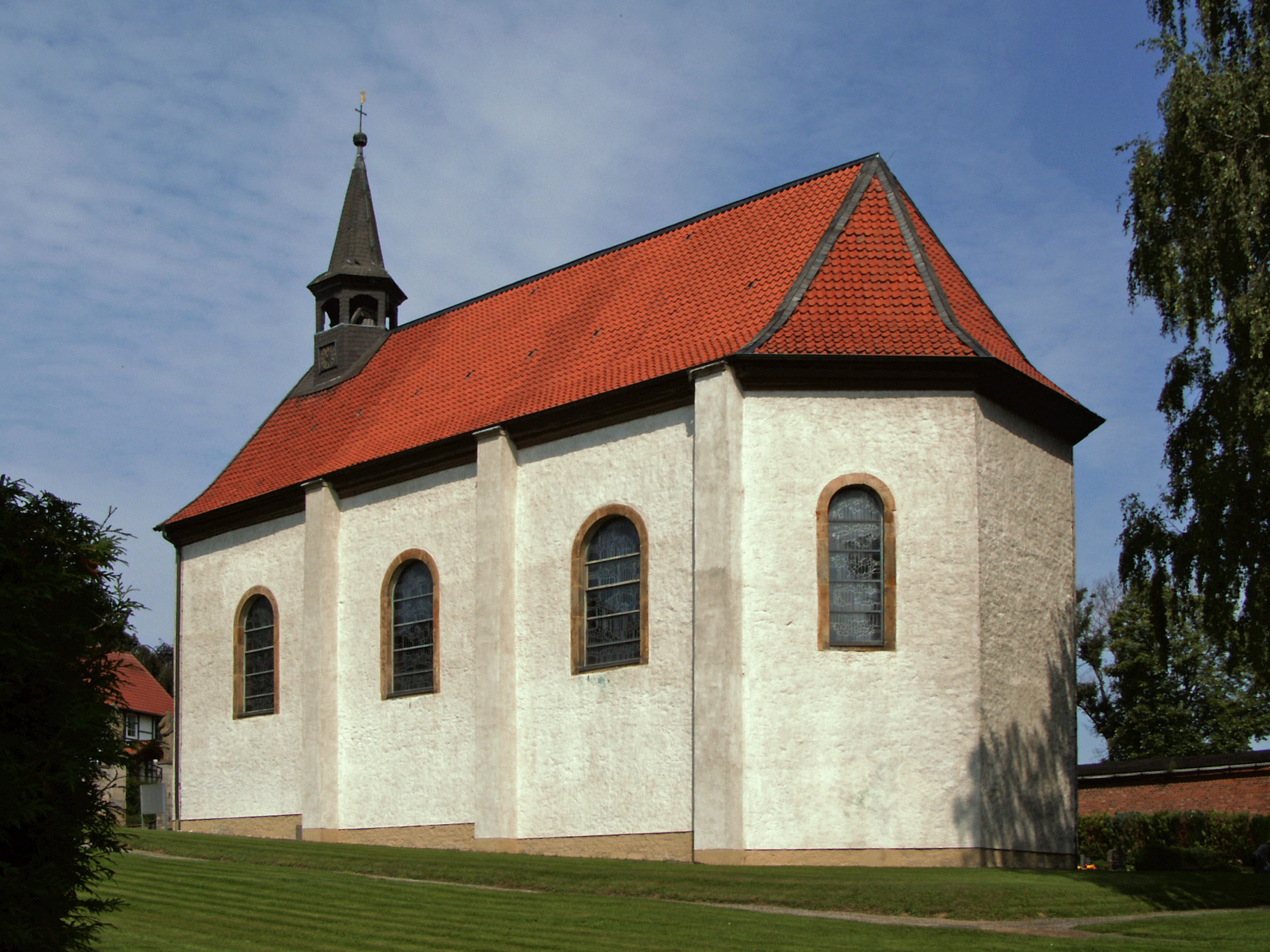
R.K.kerk St. Michael (1717)

## Geboren in Bilderlahe
Walter Gericke (* 23 december 1907; † 19 oktober 1992 te Alsfeld) was een Duits officier, die o. a. als bataillonscommandant van de Fallschirmjäger aan de Tweede Wereldoorlog deelnam. Hij was als parachutist betrokken bij de aanvallen op Denemarken in april 1940 en op Nederland op 10 mei 1940, toen hij met zijn mannen een brug bij Dordrecht bezette. Later in de oorlog nam hij deel aan de Landing op Kreta en aan de Duitse weerstand na de geallieerde Landing bij Anzio. Na de oorlog raakte Gericke in Britse krijgsgevangenschap en werkte in Noord-Duitsland enige jaren als textielarbeider en opzichter in de bouw. In de 1950er jaren werd hij weer officier bij de Bundeswehr, richtte in Altenstadt (Opper-Beieren) een parachutistenschool op en was van 1962 tot 1965 Generalmajor van de 1e Luchtlandingsdivisie van de Bundeswehr. Gericke schreef in de nazi-periode enige boeken over het parachutespringen.